# Teatro Condell
El Teatro Condell o Sala Condell es un teatro y sala de cine ubicado en la Plaza Victoria de la ciudad chilena de Valparaíso. Fue inaugurado en 1912 junto a la galería que lleva su nombre, y cuenta con una capacidad de 350 espectadores.

## Historia

### Creación y auge
Construido por el arquitecto italiano Antonio Lafoglia, fue inaugurado en octubre del 1912 como Teatro Esmeralda, para luego tomar el nombre de Teatro Comedia en 1915. El 12 de mayo de 1928, luego de una completa remodelación y ampliación, fue reinaugurado con el nombre de Teatro Condell.

### Época de decadencia
En los años 1970 sus propietarios modificaron su programación para dar rotativos, y más tarde para pasar a exhibir películas pornográficas en formato VHS.

### Resurgimiento como Insomnia

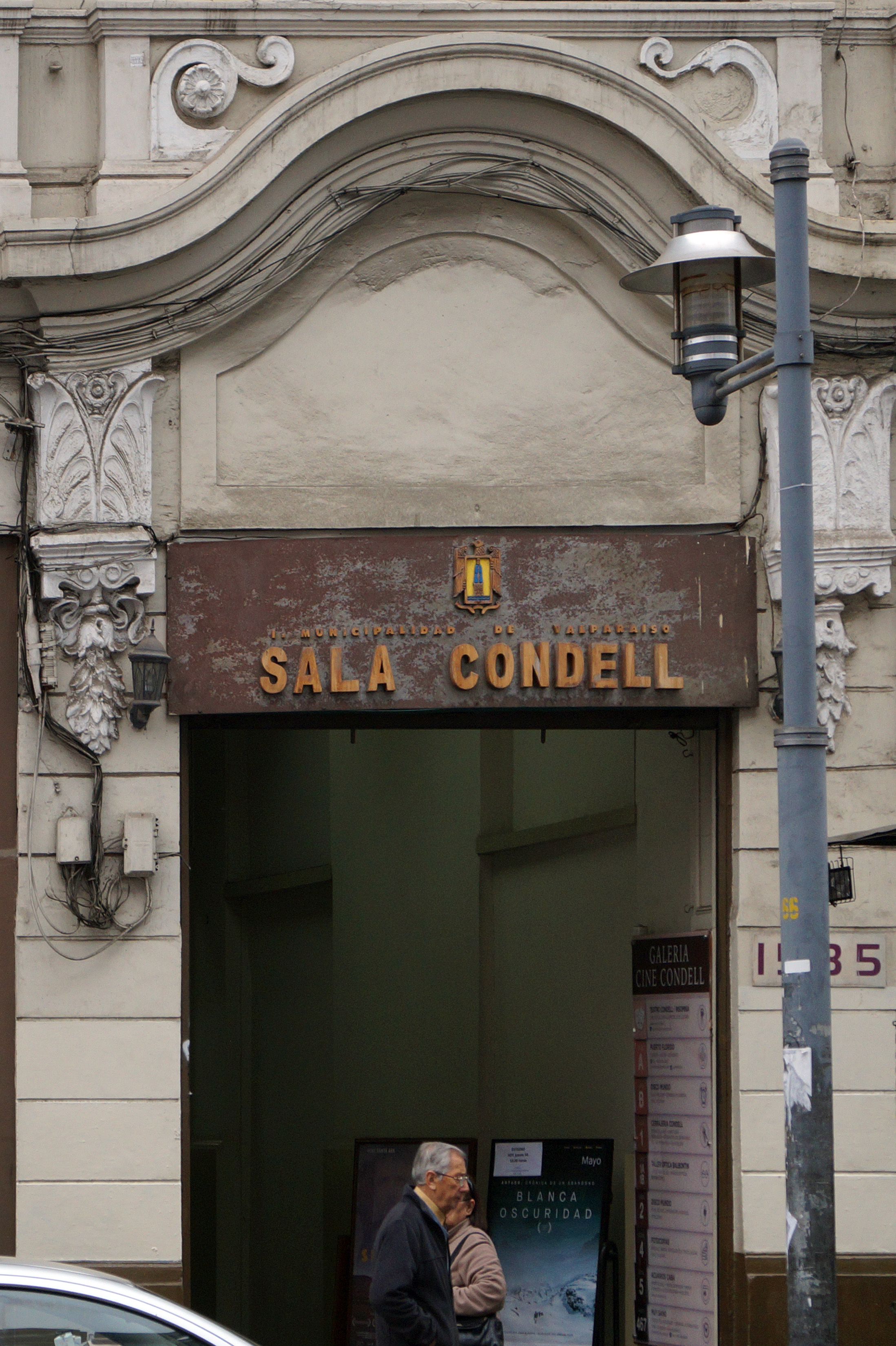
Ingreso a la galería del teatro por calle Condell (2017)

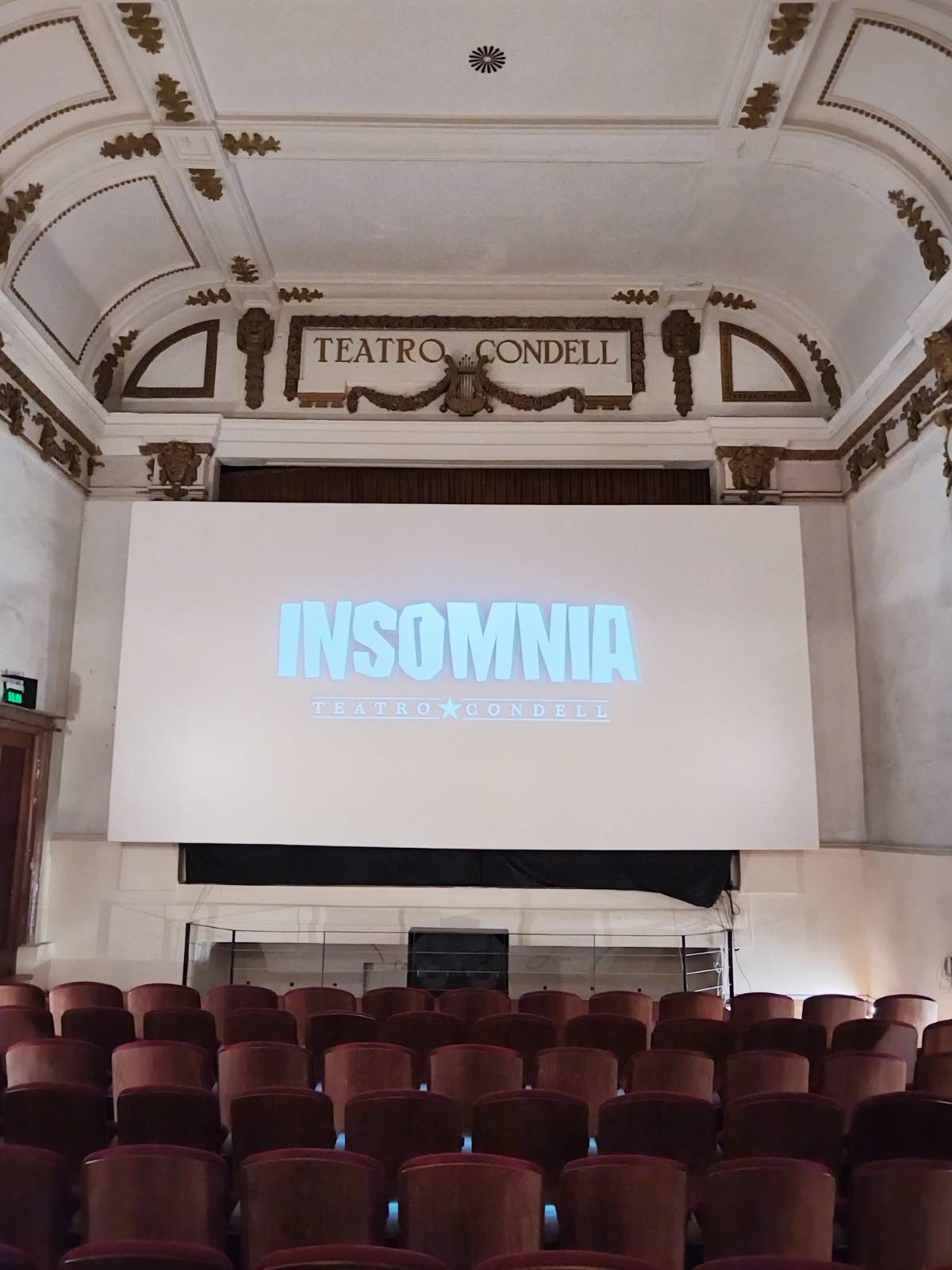
Interior del teatro en 2024

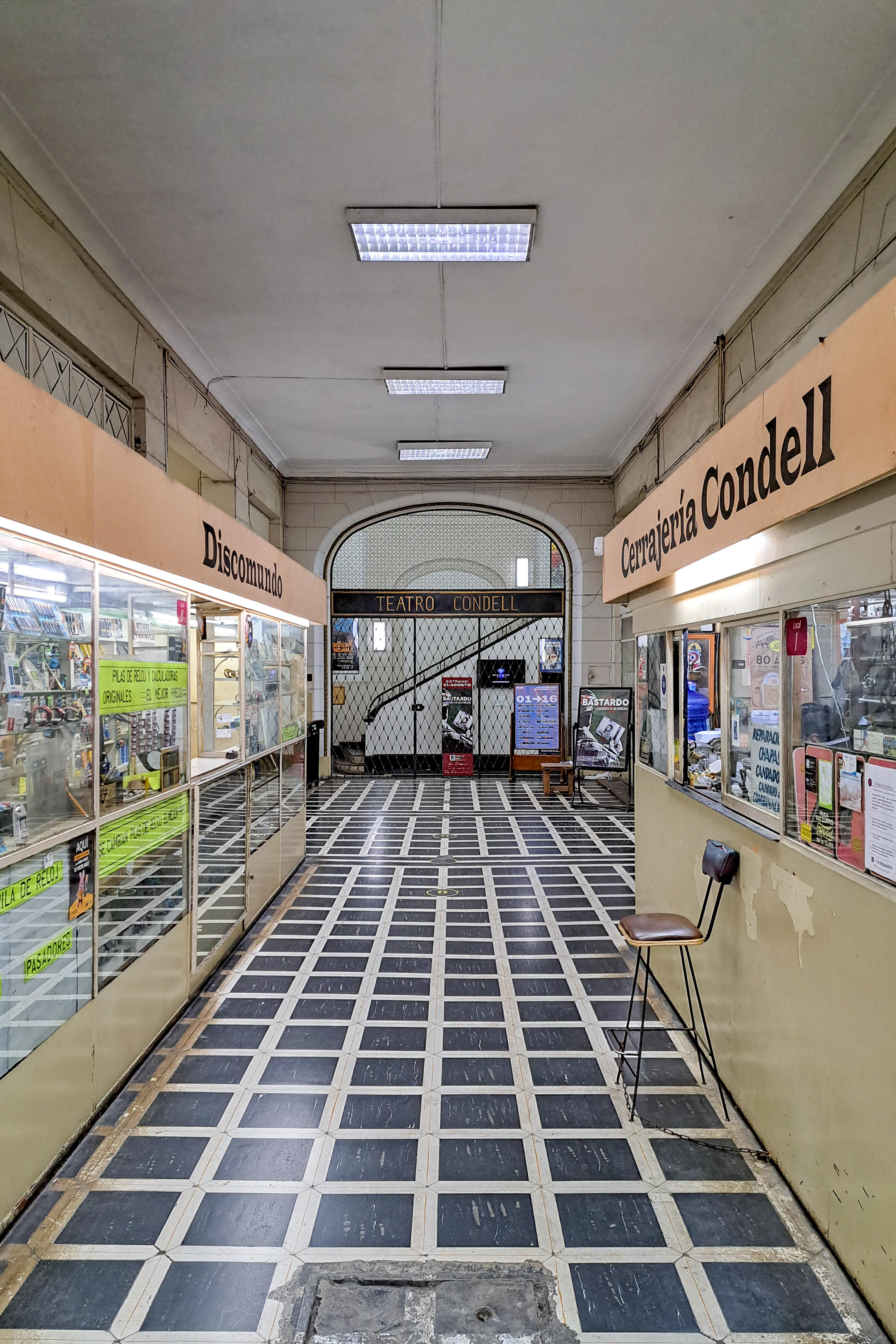
Acceso a la entrada del teatro en 2023, por uno de los accesos de la galería

Desde el año 2005 comenzó a emerger el proyecto de cine Insomnia, a partir de un pequeño grupo de amigos cinéfilos dedicados a la programación, promoción y exhibición de películas en bares y locales de Valparaíso.
Luego del terremoto de 2010, el municipio tomó la administración del recinto, que comenzó a albergar actividades culturales y eventos oficiales. En 2016 la municipalidad cedió la administración a una sociedad entre la agrupación Insomnia y el Círculo de Amigos del Teatro Condell. De este modo, aparte de proyectar películas, se comenzaron a ofrecer en el lugar talleres de cine y de formación de audiencia. A partir de abril de 2019, y durante dos meses, el teatro fue sometido a un proceso de remodelación financiado por el Ministerio de las Culturas, las Artes y el Patrimonio, que consistió en la renovación de vigas, piso y butacas. El teatro reabrió las puertas el 17 de junio de 2019.
Actualmente, Insomnia Teatro Condell cuenta con un equipo de trabajo de más de 40 personas, conformado por catorce trabajadores profesionales a cargo de la administración, programación, producción, comunicaciones y finanzas; cuatro asistentes de sala, encargados de la boletería y la sala, además de varios voluntarios y colaboradores.